# Torrent de Cala Mesquida

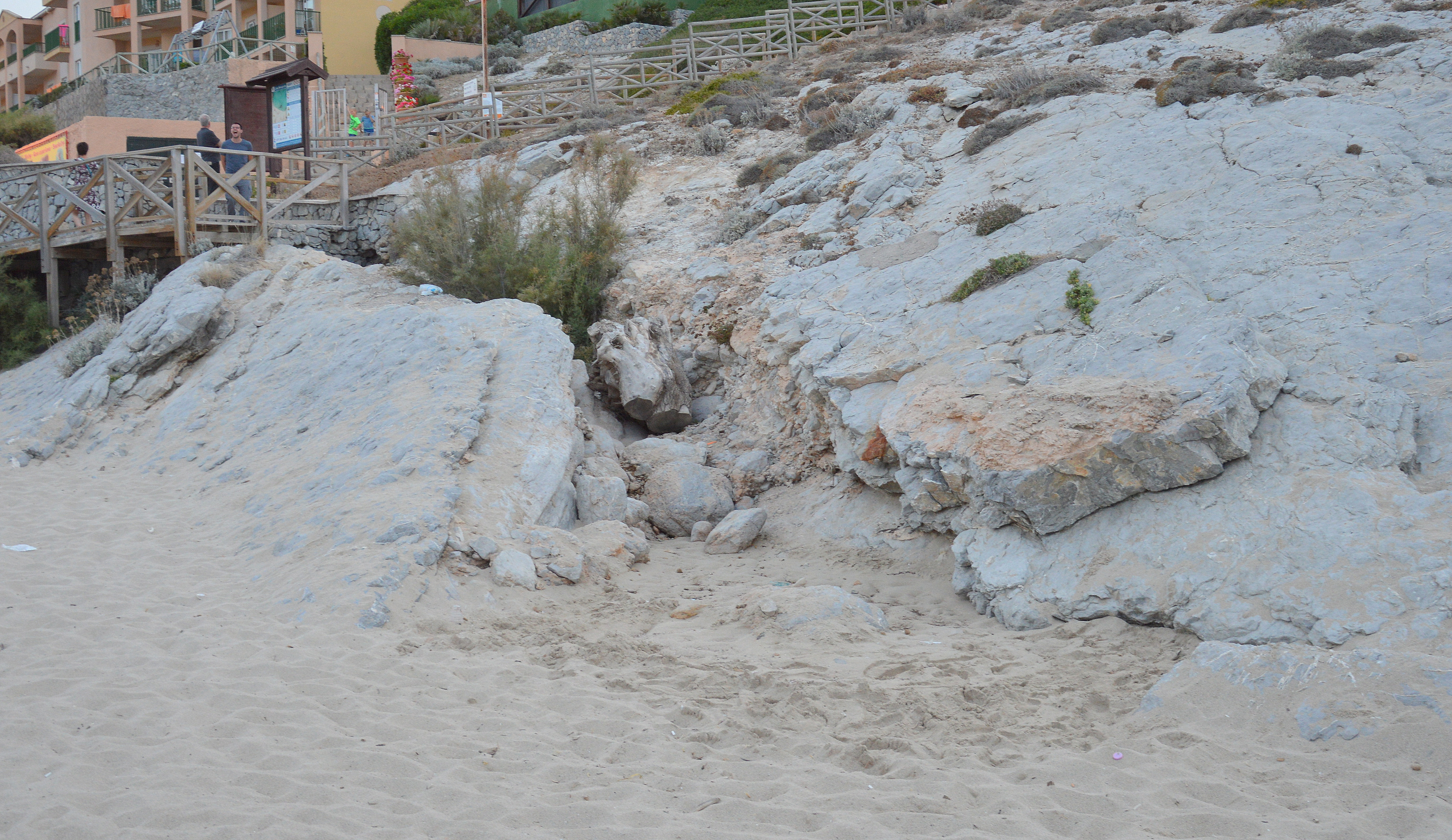
Bereich der Mündung in der Cala Mesquida

Der Torrent de Cala Mesquida ist ein nicht ständig wasserführender Sturzbach (Torrent) im Nordosten der Baleareninsel Mallorca im Gemeindegebiet von Capdepera. 

## Geografie
Der Torrent beginnt westlich der Ortslage von Capdepera und verläuft dann, nach dem er von der Landstraße Ma-15 von Artá nach Capdepera überbrückt wird, in nordöstliche Richtung. Westlich erhebt sich der Puig des Racó. Linksseitig von Westen mündet der am sa Muntanya de Can Mir entspringende Torrent d’en Sec sowie ein weiterer Torrent ein. Nach Norden fließend, wird der Torrent de Cala Mesquida von der von Capdepera nach Cala Mesquida führenden Landstraße überbrückt. Östlich erhebt sich der Puig de s’Àguila. Unmittelbar östlich des Orts Cala Mesquida mündet der Torrent dann nach etwa sechs Kilometern in der Bucht Cala Mesquida ins Mittelmeer. Im Ortsbereich wird der Torrent unterirdisch verrohrt geführt.

## Quelle
- Karte Mallorca Nord, Editorial Alpina, SL